# Äljännesaari
Äljännesaari är en ö i Finland. Den ligger i sjön Syväri och i kommunen Lapinlax i den ekonomiska regionen  Övre Savolax ekonomiska region  och landskapet Norra Savolax, i den centrala delen av landet, 400 km norr om huvudstaden Helsingfors. Öns area är 4,1 hektar och dess största längd är 450 meter i nord-sydlig riktning.